# Lijst van burgemeesters van Risjon Letsion
Dit is een lijst van burgemeesters van Risjon Letsion, een stad in het westen van Israël.
- Eliakum Ostishinski: 1950-1951
- Arie Sheftal: 1951, eerste maal
- Moshe Gavin: 1952-1955
- Gershon Man Mankov: 1955
- Hana Levin: 1955-1960
- Arie Sheftal: 1960-1962, tweede maal
- Noam Leoner: 1962-1965
- Arie Sheftal: 1965-1969, derde maal
- Hananya Gibstein: 1969-1983
- Meir Nitzan: 1983-2008
- Dov Tzur: 2008-2018
- Raz Kinstlich: 2018-heden

Asjdod · 
Bat Yam · 
Beër Sjeva · 
Eilat · 
Haifa · 
Holon · 
Jeruzalem · 
Petach Tikwa · 
Risjon Letsion · 
Tel Aviv